# Rudi Lill
Rudi Albert Lill (* 21. September 1919 in Bremerhaven; † 11. Februar 1968 in Bremen) war ein deutscher Politiker (Gesamtdeutscher Block/Bund der Heimatvertriebenen und Entrechteten (GB/BHE)) und war für Bremerhaven Mitglied der Bremischen Bürgerschaft.

## Biografie
Er trat zum 1. September 1937 der NSDAP bei (Mitgliedsnummer 5.509.770).
Lill war nach dem Krieg als Angestellter in Bremerhaven tätig und wurde zunächst Mitglied in der Wählergemeinschaft der Fliegergeschädigten und später im BHE bzw. im Gesamtdeutschen Block/Bund der Heimatvertriebenen und Entrechteten (GB/BHE); in den 1950er und 1960er Jahren Landesvorsitzender der Partei. Von 1951 bis 1955 war er Mitglied in der Bremerhavener Stadtverordnetenversammlung.
Von 1951 bis 1955 war er auch Mitglied der 3. Bremischen Bürgerschaft und Mitglied verschiedener Deputationen.